# Leptis minor
Leptis minor var en forntida stad (idag kallas platsen Lamta) i Gabèsbukten i Tunisien.
Leptis minor deltog på romarnas sida i tredje puniska kriget och blev Julius Caesars förbundsvant 46 f. kr.